# Bătălia din Dealul Spirii

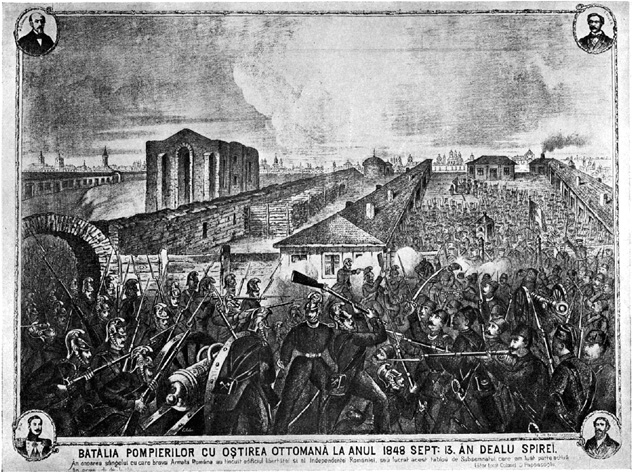
Litografie reprezentând lupta pompierilor din București cu Armata Turca a lui Kerim Pașa, in Dealul Spirii, la 13 septembrie 1848

Bătălia din Dealul Spirii (13 septembrie 1848, pe atunci lângă București) a fost ultima confruntare armată disputată pe teritoriul românesc dintre structuri militare ale Țării Românești (Batalionul 2 Infanterie din Regimentul 2 Linie Infanterie, Compania a 7-a din Regimentul 1 Linie Infanterie și Compania de pompieri condusă de Căpitanul Pavel Zăgănescu) și un corp de armată otoman.

## Premise
Revoluția de la 1848 în Țara Românească a avut inițial succes. La începutul verii, principele Bibescu a abdicat după ce guvernul revoluționar a preluat puterea. Revoluționarii munteni își propuneau printre altele emanciparea clăcașilor și a evreilor, eliberarea robilor țigani, guvernarea în acord cu principiul separării puterilor în stat, limitarea puterii domnești și crearea unei gărzi naționale (vezi proclamația de la Islaz). Guvernul a încercat să implementeze aceste reforme democratice, dar adversarii revoluțiilor de la 1848, și anume marile imperii europene au intervenit. Astfel, la 13 septembrie 1848, trei puternice coloane militare otomane au pătruns în București, după arestarea fruntașilor revoluționari și zdrobirea rezistenței poporului neînarmat. În fața celei de-a treia coloane otomane, comandată de Kerim-pașa, au stat trupele aflate sub comanda Colonelului Radu Golescu, Comandantul Garnizoanei București.

## Desfășurarea evenimentelor
Colonelul Radu Golescu concentrase în Dealul Spirii Batalionul 2 din Regimentul 2 Linie Infanterie și Compania a 7-a din Regimentul 1 Linie, punându-le sub comanda Maiorului Nicolae Greceanu. Spre aceste trupe se îndrepta și compania de pompieri de sub comanda  Căpitanului Pavel Zăgănescu.
Căutând să prevină rezistența unităților militare, Locotenența domnească instaurată de trupele intervenționiste a dat ordin de predare a cazărmii Alexandria. Ostașii români au dat dovadă de un puternic spirit antiotoman, reliefat inițial în atitudinea Colonelului Radu Golescu care, la cererea lui Kerim-Pașa de a-și dezarma ostașii, a răspuns cu mândrie că „datoria unui soldat este să moară cu arma în mână și că mai mulțumit este în acest caz decât să se vadă dezarmat”.
Surprins plăcut de acest răspuns, comandantul turcilor, Kerim–Pașa, ordonă retragerea trupelor otomane spre oraș până la reglementarea pe cale diplomatică a situației tensionate create. Pe drumul de întoarcere, acestea s-au întâlnit cu Compania de pompieri comandată de Căpitanul Pavel Zăgănescu. La apropierea acesteia de cazarmă s-a produs un incident care avea să ducă la începerea unei adevărate bătălii.
Infanteria și artileria otomană erau masate în apropierea cazărmii, în preajma unui podeț care îngusta mult calea Companiei de pompieri. La trecerea acesteia, Sublocotenentul Bălășan l-a atins cu cotul pe un artilerist turc. Incident aparent fără importanță, ura crâncenă dintre români și turci a făcut ca acest incident să degenereze. Sublocotenentul român a fost lovit de un maior turc cu latul sabiei. Ofițerul român a tras două focuri de pistol, întâi asupra maiorului turc (pe care l-a ucis), apoi asupra lui Kerim-Pașa (căruia i-a ucis calul). În evenimente au intervenit ostașii români pentru a-și apăra comandantul. Trupele otomane atacă cu violență Compania de pompieri care opune o puternică rezistență și străpunge liniile inamice și reușește să continue lupta alături de ostașii aflați în cazarma Alexandria din Dealul Spirii. După o luptă crâncenă ce a durat aproximativ 2,5 ore (de la ora 4:30 după-amiază până la ora 7 seara) trupele române au fost împrăștiate iar militarii turci au pus stăpânire pe București iar Revoluția de la 1848 din Țara Românească a fost înăbușită.

## Ecouri în prezent
Chiar dacă Bătălia din Dealul Spirii s-a încheiat cu înfrângerea trupelor române, totuși din punct de vedere istoric, această luptă consfințește dorința națională de autodeterminare, chiar dacă acest lucru presupune însăși jertfa supremă.
Pentru comemorarea eroilor pompieri căzuți în luptă, pe Dealul Spirii a fost ridicat în anul 1901 Monumentul Eroilor Pompieri din București, monument cu un trecut la fel de zbuciumat ca și evenimentele a căror memorie o reprezintă.
Ziua de 13 Septembrie a fost sărbătorită mai apoi ca fiind Ziua Pompierilor din România, însă a fost legal oficializată începând din 1953.